# 矢吹町
矢吹町（日语：／ Yabuki machi */?）是位于日本福島縣西白河郡的一町。人口18,768人、面積60.37 km²（2007年8月1日）。

## 地理
- 山:
- 河川:阿武隈川
- 湖沼:

### 相鄰的行政區域
- 白河市
- 西白河郡：中島村、泉崎村
- 岩瀨郡：天榮村、鏡石町
- 石川郡：玉川村、石川町

## 历史
- 1889年（明治22年）4月1日 - 中畑村、三神村、矢吹村誕生。
- 1902年（明治35年）12月26日 - 矢吹村昇格為矢吹町。
- 1955年（昭和30年）3月31日 - 中畑村、三神村、矢吹町、广户村柿之内與之合併、現在的矢吹町誕生

## 行政

### 歴代町長
| 第幾任 | 姓名     | 就任年月日                 | 退任年月日                 |
| 第一任 | 野木忠房 | 1955年（昭和30年）4月30日  | 1963年（昭和38年）3月31日  |
| 第二任 | 大木代吉 | 1963年（昭和38年）4月30日  | 1971年（昭和46年）4月29日  |
| 第三任 | 仲西藤次 | 1971年（昭和46年）4月30日  | 1982年（昭和57年）8月30日  |
| 第四任 | 市島政秋 | 1982年（昭和57年）10月17日 | 1986年（昭和61年）10月16日 |
| 第五任 | 白坂武男 | 1986年（昭和61年）10月17日 | 1994年（平成6年）10月16日  |
| 第六任 | 三村博昭 | 1994年（平成6年）10月17日  | 1998年（平成10年）10月16日 |
| 第七任 | 幕田耕郎 | 1998年（平成10年）10月17日 | 2003年（平成15年）12月15日 |
| 第八任 | 野崎吉郎 | 2004年（平成16年）1月11日  | 現任                       |

## 姊妹都市・提攜都市
- 東京都三鷹市

## 地域

### 教育

#### 大學校
- 福島縣農業總合中心農業短期大學校

#### 高等學校
- 福島縣立光南高等學校

#### 中學校
- 矢吹町立矢吹中學校

#### 小學校
- 矢吹町立矢吹小學校
- 矢吹町立善郷小學校
- 矢吹町立中畑小學校
- 矢吹町立三神小學校